# ギラつく太陽
「ギラつく太陽」(ギラつくたいよう)は、日本のヴィジュアル系バンド、R指定が2010年6月23日に発売した、通算5枚目となるシングル。

## 概要
- 前作「アリス心中」からわずか2か月後にリリースされた。
- 通常盤と初回限定盤の2形態でのリリースで、2000枚限定の初回限定盤には、表題曲「ギラつく太陽」のPVとメイキング映像が収録されたDVDが封入されている。

## 収録曲

### CD

#### 初回限定盤
1. ギラつく太陽
ビデオ・クリップ集『映像盤。』の初回限定盤には、ツアー『Tour ”DOKUMORU”』の最終公演であった2011年8月8日の東京豊島公会堂公演のライブの映像が収録されている。また、PVは本作の他にも、ビデオ・クリップ集『映像盤。』にも収録されている。
2. 三丁目サイケデリック
3. デジタルロマンス
初回限定盤のみの収録。

#### 通常盤
1. ギラつく太陽
2. 三丁目サイケデリック
3. 蜃気楼
通常盤のみの収録。

### 初回限定盤DVD
1. ギラつく太陽 PV
2. ギラつく太陽 PV Making

## 収録アルバム
オリジナルアルバム
- 『日本沈没』(#1)

## 収録映像作品
PV収録作品
- 『映像盤。』(#1)

ライブ映像収録
- 『映像盤。』(#1,初回限定盤のみ)